# Paju-Stadion
Das Paju-Stadion (kor. 파주스타디움) ist ein Fußballstadion in der südkoreanischen Stadt Paju, Provinz Gyeonggi-do. Seit 2012 wird das Stadion für Fußballspiele genutzt. Aktuell nutzt Paju Citizen FC das Stadion.